# Terra Roja
La Terra Roja és una de les demarcacions que va fer Pau Vila en la seva proposta de divisió territorial de Catalunya, prèvia a la divisió comarcal de 1936. Comprenia tota la Terra Alta i bona part de la Ribera d'Ebre.